# Veliko Tinje
Veliko Tinje je naselje v Občini Slovenska Bistrica.
Ime Tinje izvira iz staroslovanske besede tyn, kar pomeni utrjen prostor. 
V vasi Veliko Tinje je cerkev sv. Petra in Pavla (omenjena že leta 1251). Župnija obstaja verjetno že od leta 600. V cerkvenem obzidju je vzidanih nekaj rimskih kamnov. Na tem območju se nahajajo kar štiri znana gradišča, od katerih je v ospredju Ančnikovo gradišče v Jurišni vasi, katerega ostanke si je mogoče ogledati.

## Opis
Veliko Tinje je gručasta vas na jugovzhodnih obronkih Pohorja, na nadmorski višini okoli 667 m, na tako imenovanem Bistriškem Pohorju. Od Slovenske Bistrice je oddaljena okoli 8,5 km. Nad vasjo se vzpenja Tinjski kogel, tudi Rozmanov vrh, z nadmorsko višino 721 m. V kraju se še vedno ukvarjajo s kmetijstvom in gozdarstvom, precej pa jih hodi na delo v dolino, predvsem v Slovensko Bistrico in Maribor. V preteklosti, ko industrija v dolini še ni bila tako razvita, so se kmetje ukvarjali tudi s kovaštvom, pridelavo in sušenjem ter obdelavo lanu. V kmetijstvu prevladuje pridelava krompirja, sadjarstvo (jabolka in hruške) s predelavo sadja, na prisojnih legah tudi vinogradništvo, donosni so smrekovi in borovi gozdovi, nabiranje gozdnih sadežev.
Kraj ima 149 prebivalcev. Pouk se je v kraju odvijal od leta 1838 do 1875 v kaplaniji, do leta 1882 v cerkveni hiši, od leta 1883 dalje pa v novo zgrajeni šoli, ki je bila leta 1963 dozidana. Konec osemdesetih let 20. stoletja je bila zgrajena nova šola s knjižnico in vrtcem.
V večnamenskem Domu krajanov in gasilcev se krajani udejstvujejo v številnih društvih, med njimi Prostovoljno gasilsko društvo, Turistično društvo, Športno društvo, itd. Obnavljajo in vzdržujejo več spomenikov in vrednot kulturne in naravne dediščine.

## Zgodovina
V latenski dobi je bila v bližini kraja večja keltska naselbina. Ohranjeni so vodni jarki in nasipi štirih gradišč - tinov - ki se sedaj imenujejo po lastnikih bližnjih kmetij: Babičevo, Repnikovo, Kotnikovo in Ančnikovo gradišče. Prvi dve ležita v gozdu nad vasjo, tretje pod Turiško vasjo in Ančnikovo, tudi najbolje ohranjeno in raziskano, pri Jurišni vasi.
Na opuščenem šolskem poslopju je spominska plošče s 19 imeni domačinov, ki so umrli v drugi svetovni vojni.
V Tinju sta bila rojena Janko Čar (1932-2017), slavist, pesnik in kritik in Jože Tomažič (1906-1970), mladinski pripovednik in gledališki organizator in ljudska pesnica in zbiralka Jelka Verdeljak. V kraju je med letoma 1883 in 1925 kot učitelj deloval Ivan Tomažič, ki je kraju skrbel tudi za kulturno in gospodarsko življenje ter bil dopisnik različnih častnikov, v katerih se je podpisoval Tinjski.

## Krajevna skupnost Tinje
H krajevni skupnosti Tinje spadajo še naselja Rep (44 preb.), Urh (69 preb.), Jurišna vas (66 preb.), Turiška vas (74 preb.), Malo Tinje (72 preb.), Tinjska Gora (238 preb.) in Fošt (79 preb.) in zaselka Planina in Radkovec. Sedež krajevne skupnosti je v Velikem Tinju. Celotno območje ima okoli 1000 prebivalcev.